# Ocellularia concolor
Ocellularia concolor är en lavart som beskrevs av Meyen & Flot. 1843. Ocellularia concolor ingår i släktet Ocellularia och familjen Thelotremataceae.   Inga underarter finns listade i Catalogue of Life.